# Будківка
Будкі́вка, також Нападівка, Собек — річка в Україні, у межах Погребищенського та Липовецького району Вінницької області. Ліва притока Собу (басейн Південного Бугу). Тече через села Очеретня, Нападівка та Вікентіївка. Впадає у Соб за 96 км від гирла, довжина — 15 км. Площа басейну — 115 км². Притока Батіжок.